# Hufiec ZHP Wołomin

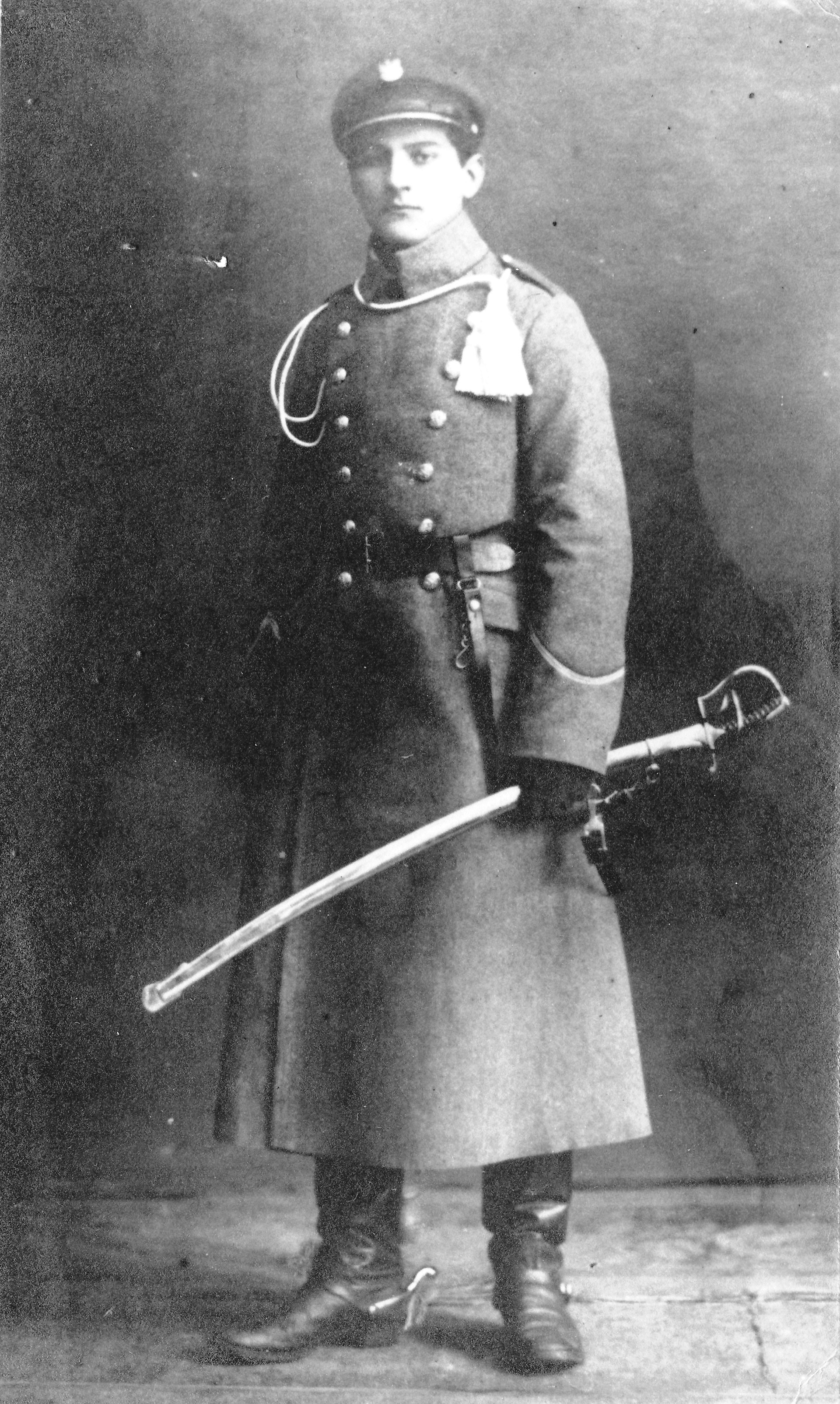
Porucznik hm. Tomasz Piskorski inicjator powstania pierwszych drużyn harcerskich na ziemi wołomińskiej. Około 1920 roku.

Hufiec ZHP Wołomin im. hm. Mieczysława Cicheckiego działa na terenie Chorągwi Stołecznej im. Bohaterów Warszawy w granicach powiatu wołomińskiego i zrzesza harcerzy z: Wołomina,  Kobyłki, Radzymina, Nieporętu,  Duczek, Zagościńca, Majdanu, Ossowa, Czarnej, Cięciwy. Za twórców hufca uznaje się porucznika hm. Tomasza Piskorskiego, sierżanta Antoniego Mańkowskiego i hm. Mieczysława Cicheckiego. Hufiec ZHP Wołomin jest największym powierzchniowo hufcem Chorągwi Stołecznej ZHP Wołomin około 300 km².

## II Rzeczpospolita

### Okres I wojny światowej
Początki kształtowania się idei harcerskich na ziemiach wołomińskich sięgają okresu walk o niepodległość i 1916 roku.
Na przełomie 1915–1916 we wsi Lipiny Nowe pod Wołominem powstały pierwsze zastępy skautowe. Zorganizował je sierżant Antoni Mańkowski, mimo że nie był harcerzem i nie znał jeszcze metodyki harcerskiej. Początkowo działały one w okolicach Lipin, później jednak swoje działania związały z Willą „Tarasówka” w Wołominie. Wiosną 1916 do Wołomina sprowadził się oficer Polskiej Organizacji Wojskowej skupionej wokół Józefa Piłsudskiego – Tomasz Piskorski. Nawiązał on kontakt z Antonim Mańkowskim i wspólnie łącząc samodzielne zastępy założyli 1 Wołomińską Drużynę Harcerską. Do drużyny zwerbowali głównie chłopców z ulicy i rodzin robotniczych. W sierpniu 1916 drużyna otrzymała imię Króla Władysława Łokietka. Składała się z 2 zastępów prowadzonych przez robotników: druha Wróblewskiego i ucznia druha Kałochiejczyka. Zastępcą Tomasza Piskorskiego został druh Horowy. W związku z zajęciem ziem polskich przez Niemcy działalność harcerska nie była łatwa i odbywała się w konspiracji. Zbiórki odbywały się głównie w domu druha Horowego wśród piasków „lotnej wydmy”.
W roku szkolnym 1917–1918 nauczycielka Onórnia skupiła wokół siebie grupie dziewcząt i utworzyła 1 Wołomińską Drużynę Żeńską im. Królowej Jadwigi. Drużyna ta przez kolejne lata u boku 1 W MDH im. Króla  Władysława Łokietka organizowała spotkania w izbie darowanej po wieczyste czasy harcerstwu przez felczera Dękierewskiego. Izba ta mieściła się przy ul. Wileńskiej 19 w Wołominie. Obie drużyny: męska i żeńska działały równolegle.

### Sztandar drużyn
W 1917 dzięki wspólnemu wysiłkowi sympatyków, rodziców i dzieci drużyna wykonała sztandar. Posiadał on barwy kościuszkowskie, tj. na czerwonym tle biały orzeł w złotej koronie, ze złotym napisem Bóg, Honor, Ojczyzna, z dalszą częścią: Związek Harcerstwa Polskiego Wołomin. Po drugiej stronie na zielonym tle widniał harcerski krzyż w kolorze srebrnym i złotym, z haftowanym na górze napisem: Drużyna Żeńska im. Królowej Jadwigi, a w drugiej części: 1 Wołomińska Drużyna Harcerzy im. Króla Władysława Łokietka.
Poświęcenie sztandaru odbyło się w kościele parafialnym w Kobyłce. Sztandar do kościoła przywieziono na wozie udekorowanym zielenią. Hm. Tomasz Piskorski wręczył sztandar drużynowemu Stanisławowi Langemu. Po uroczystości zebrani udali się do izby harcerskiej w Wołominie, gdzie spotkali się z władzami miasta, a następnie uczestniczyli we wspólnej defiladzie ulicami miasta.
20 maja 1919 ks. kard. Aleksander Kakowski, wizytując kościół kobyłkowski oraz budujący się kościół w Wołominie, poświęcił izbę harcerską drużyn 1 W MDH i 1 ŻDH. W poświęceniu izby uczestniczył również kapelan Wojska Polskiego i późniejszy Przewodniczący ZHP hm. ks. Jan Mauersberger, wpisując się do Złotej Księgi: Drużynie harcerskiej im. Króla Władysława Łokietka w Wołominie na szczęśliwy jej rozwój udzielam arcypasterskiego błogosławieństwa. Hm. Stanisław Lange z uśmiechem wspomina tamte wydarzenia epizodem z druhem Marianem Strzałkowskim, który mając przykaz niewpuszczania do izby nikogo w trakcie uroczystości, nie wpuścił własnej matki.

### Lata 1918–1919
11 listopada 1918 roku gdy Polska odzyskała niepodległość wołomińscy harcerze u boku Polskiej Organizacji Wojskowej brali udział w rozbrajaniu posterunków żandarmerii niemieckiej, mieszczących się przy ul. Warszawskiej róg ul. Ogrodowej. Najstarsi harcerze, by spełnić obowiązek obrony ojczyzny, zaciągali się do Batalionu Zapasowego I Dywizji Artylerii Konnej w Górze Kalwarii. Byli wśród nich: Stanisław Lange, Feliks Sztompke i Zygmunt Hełmecki.

### Bitwa warszawska 1920

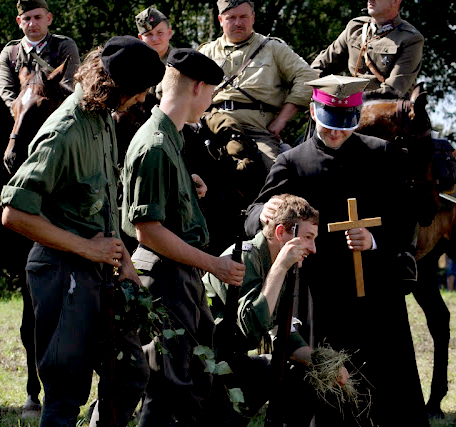
Harcerze z Hufca ZHP Wołomin biorący udział w rekonstrukcji Bitwy warszawskiej 1920 roku

W sierpniu 1920 roku harcerze z Wołomina przy boku młodzieży warszawskiej wzięli udział w bitwie na przedpolu Warszawy. Bitwa rozegrała się w okolicy miejscowości Leśniakowizna i Ossów w dniach 14-15 sierpnia. Harcerze z 36 Pułku Piechoty Legii Akademickiej przy boku ks. Ignacego Skorupki stawili opór bolszewikom. Pozostała młodzież współpracowała z miejscowym Komitetem Obrony Państwa pracując ofiarnie w bufecie Polskiego Białego Krzyża.

## Dwudziestolecie międzywojenne

### Lata 1920–1924

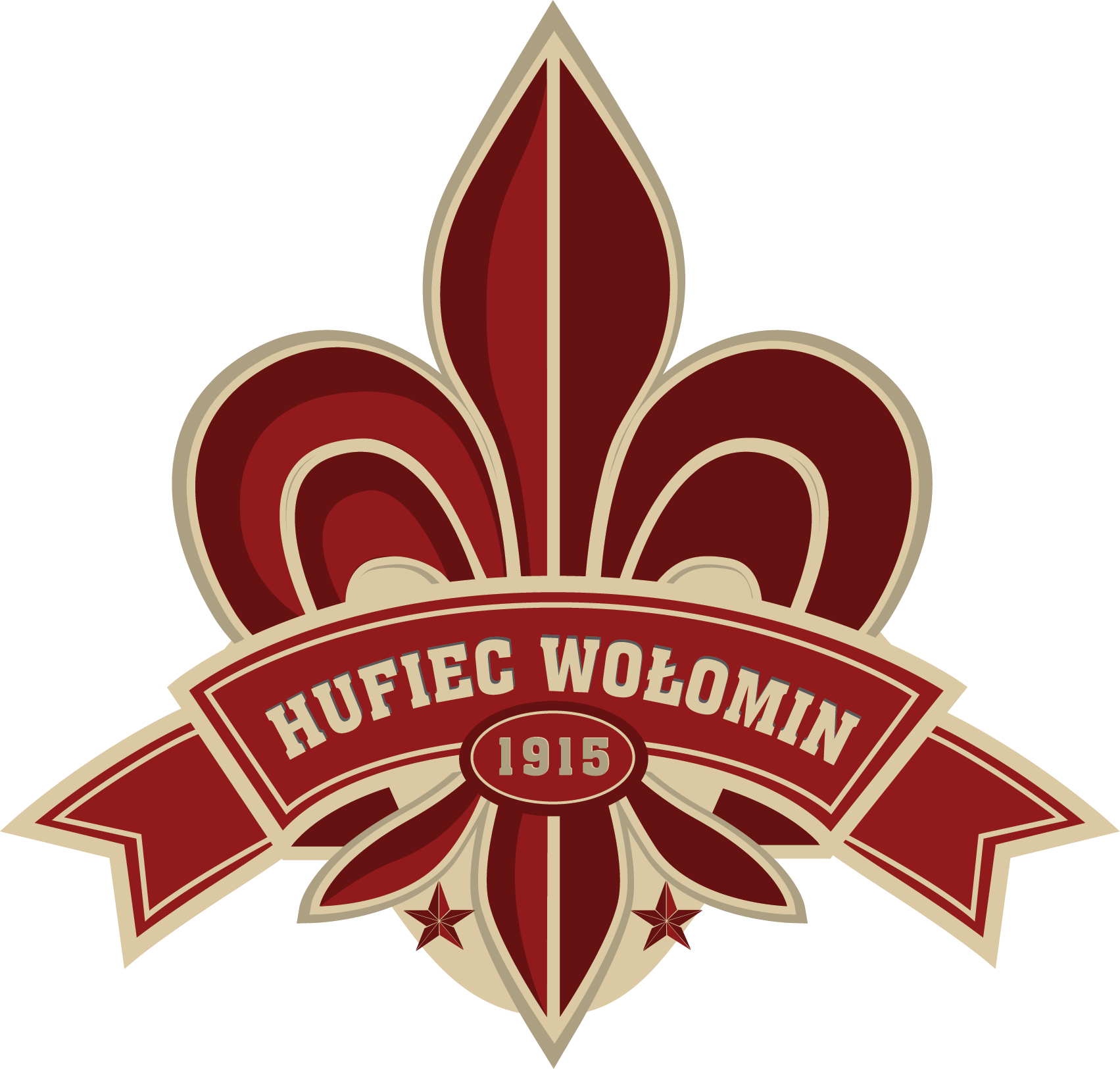
Plakietka Hufca ZHP Wołomin

W dniu 17 października 1920 komendę nad harcerzami objął Stanisław Lange. Drużynową 1 Żeńskiej Drużyny została Karolina Majewska. W listopadzie 1920 powołane zostało „Koło Opieki nad Harcerzami”. W lipcu 1921 roku drużyna zorganizowała pierwszy obóz wędrowny po Kujawach i Kaszubach (Toruń – Gdańsk – Hel – Poznań – Warszawa). W styczniu 1922 drużynowym 1 WMDH został Tadeusz Dobrzyński. W 1922 drużynę objął druh Krajewski, jednocześnie Stanisław Jóźwiak założył 2 W DH im. Stefana Batorego przy szkole na ul. Warszawskiej. Po roku Stanisław Jóźwiak odszedł do szkoły podchorążych, a drużynę włączono do 1 WMDH. W 1923 drużynowymi 1 ŻD zostają druhna Garbolewska, a następnie Irena Jędrzejewska. W roku 1923 harcerki zorganizowały samodzielny obóz pod Wilnem.

### Mieczysław Cichecki
Mając zaledwie 16 lat do Kobyłki w 1924 sprowadził się Mieczysław Cichecki. Szybko dostał się w szeregi 1 WMDH, gdzie zorganizował nowe zastępy. Drużyna dość szybko wzrasta do 5 zastępów. Druh Krajewski, dostrzegł w Cicheckim następcę, ustępuje i przekazuje mu funkcję drużynowego. Opiekę nad Cicheckim obejmuje Stanisław Lange, będący wtedy członkiem komendy chorągwi. W lipcu 1924 drużyna męska i żeńska bierze udział w zlocie harcerzy pod Warszawą. W czasie zlotu harcerze biorą udział w defiladzie przed Prezydentem RP Stanisławem Wojciechowskim.
W 1925 drużyna organizuje pierwszy obóz stały na Podlasiu w okolicach Siemiatycz. Był to pierwszy obóz stały w życiu chłopców. W 1926 Mieczysław Cichecki rozpoczął studia i przekazał funkcję drużynowego. Jednak po roku studiów, 25 września 1927, ponownie przejął prowadzenie drużyny. W latach 1927–1928 w związku z pogarszającą się sytuacją gospodarczą drużyna nie organizuje obozu. Wielu młodych ludzi opuściło organizację harcerską, a działalność drużyn ogranicza się do wycieczek i biwaków w okolicy Wołomina. W Mironowych Górkach (obecnie część miasta Wołomina) druh Wiśniewski założył samodzielny zastęp „Orlęta”. Jesienią 1928 zastęp „Orlęta” zasilił szeregi 1 WMDH. W międzyczasie powstało na nowo utworzone „Koło Przyjaciół Harcerstwa”, które organizowało zbiórki publiczne, bale karnawałowe i zabawy na rzecz harcerstwa. Mimo kontynuowanych zbiórek harcerstwo nie posiadało własnego sprzętu obozowego i sportowego, a jedynie niewielką biblioteczkę, prowadzoną przez panią Jóźwiak.
Rok 1930 przynosi kryzys finansowy, który do Wołomina sprowadził zuchmistrza z kręgu starszoharcerskiego HR druha Stefana Anaturzkiewicza, który objął 2 MDH im. Stefana Batorego. Będąc bezrobotnym cały swój czas poświęcał na pracy wychowawczej w harcerstwie. W lipcu 1930 kierowane przez Cicheckiego drużyny wołomińskie wyjechały na letnie obozy nad Bugiem. W tym samym roku część harcerzy z drużyn pomagała przy budowie pomnika Obrońców Ojczyzny z 1920 roku. Harcerze w kwietniu 1930 zorganizowali kiermasz zabawek, który miał wspomóc najuboższych w czasach kryzysu. W 1930 roku w szkole podstawowej w Radzyminie druh Czarnecki zorganizował pierwszy samodzielny zastęp.

### Hufiec powiatowy z siedzibą w Wołominie
4 lutego 1931 2 MDH im. Stefana Batorego zorganizowała w izbie harcerskiej przy ul. Wileńskiej pierwsze uroczyste przyrzeczenie harcerskie. Na ręce HR Stefana Matuszkiewicza i sztandar drużyn przyrzeczenie składała druhna Julia Rybak. W uroczystości brali udział hm. Stanisław Lange oraz grono byłych harcerzy. Na wiosnę 1931 zorganizowano Święto Przysposobienia Wojskowego – podczas zawodów wszystkie czołowe miejsca zajęli harcerze. Po tym sukcesie powołano Harcerski Klub Sportowy, który w krótkim czasie zasilił szeregi Klubu Sportowego „Huragan” Wołomin.
W 1931 na mocy rozkazu Komendanta Chorągwi Mazowieckiej powołano Hufiec Radzymiński z siedzibą w Wołominie (w ówczesnym podziale administracyjnym istniał powiat radzymiński, który w przybliżeniu pokrywał się z obecnym wołomińskim). Drużyny otrzymywały numery w kolejności powstania. Dotychczasowym drużynom zmieniono numery:
1 – na 9 MDH im. Króla Władysława Łokietka i 2 – na 64 MDH im. Króla Stefana Batorego, a w Radzyminie – 58 MDH. W 1935 w międzynarodowym Zlocie 25-lecia Harcerstwa w Spale uczestniczyła najlepsza drużyna z hufca radzymińskiego (wołomińskiego). Cichecki w tym czasie zorganizował Powiatowe Koło Przyjaciół Harcerstwa, które sponsorowało różne imprezy harcerskie, ufundowało namioty i sztandar dla 64 drużyny im. Stefana Batorego. 9 grudnia zorganizowała w namiotach w lesie Nasfetra pod Wołominem wystawę osiągnięć hufca radzymińskiego. W 1936 część harcerzy wędrowała na obozie górskim w Tatrach, inni przebywali koło Worochty.

### Pierwszy hufcowy w Wołominie
Wiosną 1932 roku wraca z wojska phm. Mieczysław Cichecki zaraz później zostaje mianowany hufcowym. Na początku swej pracy organizuje kurs przysposobienia obronnego dla funkcyjnych drużyn wołomińskich. W okolicy powstają nowe drużyny: w Tłuszczu – drużyny czerwonych harcerzy, w Kobyłce – 172 MDH im. Waleriana Łukasińskiego, w Jadowie – 183 MDH im. Franciszka Żwirki.

### Jubileuszowy zlot hufca
Na jubileuszowym zlocie hufca w lesie Nasfetra obchodzono XX rocznicę utworzenia harcerstwa w Wołominie. Uczestniczyli w nim założyciele hufca: hm. Tomasz Piskorski – zastępca Naczelnika ZHP i hm. Stanisław Lange – kwatermistrz Głównej Kwatery ZHP. Zaproszona też została drużyna z warszawskiego Gimnazjum im. Władysława IV. Dzięki podjęciu przez Cicheckiego pracy w Dyrekcji Okręgowej Kolei Państwowych w Warszawie nawiązana została współpraca z kolejarzami. Odtąd kolej świadczyła pomoc i usługi dla harcerzy. Wyjeżdżali oni na obozy harcerskie i sportowe, na zimowiska i kursy zastępowych do Kielc, nad Narew i Bug, poznawali kraj, jego mieszkańców, piękno przyrody. W maju 1939 Cichecki przeszedł do pracy w komendzie Chorągwi Mazowieckiej ZHP w Warszawie. Komendę nad hufcem radzymińskim objął podharcmistrz Franciszek Kazimierski.

## II wojna światowa

### Rok 1939
W lipcu 1939 roku przy współpracy z gen. Franciszkiem Kleebergiem hm. Mieczysław Cichecki zorganizował obóz szkoleniowy w zakresie zwiadu i łączności w Muszkach, na którym harcerze przygotowywali się do wojny. Najbardziej zaangażowana była 64 Mazowiecka Drużyna Harcerska im. Stefana Batorego. W jej składzie działali: drużynowy Henryk Rudziński, zastępca Ryszard Bąkowski, zastępowi Marian Pawłowski, Zbigniew Zalewski, Zbigniew Jugo, Jan Chajęcki, Mieczysław Kusy, Marian Wyszyński, Czesław Bunia. ZHP przekształcił się w konspiracyjne Szare Szeregi. Hm. Mieczysław Cichecki został ich komendantem w Wołominie.

### Okres konspiracji

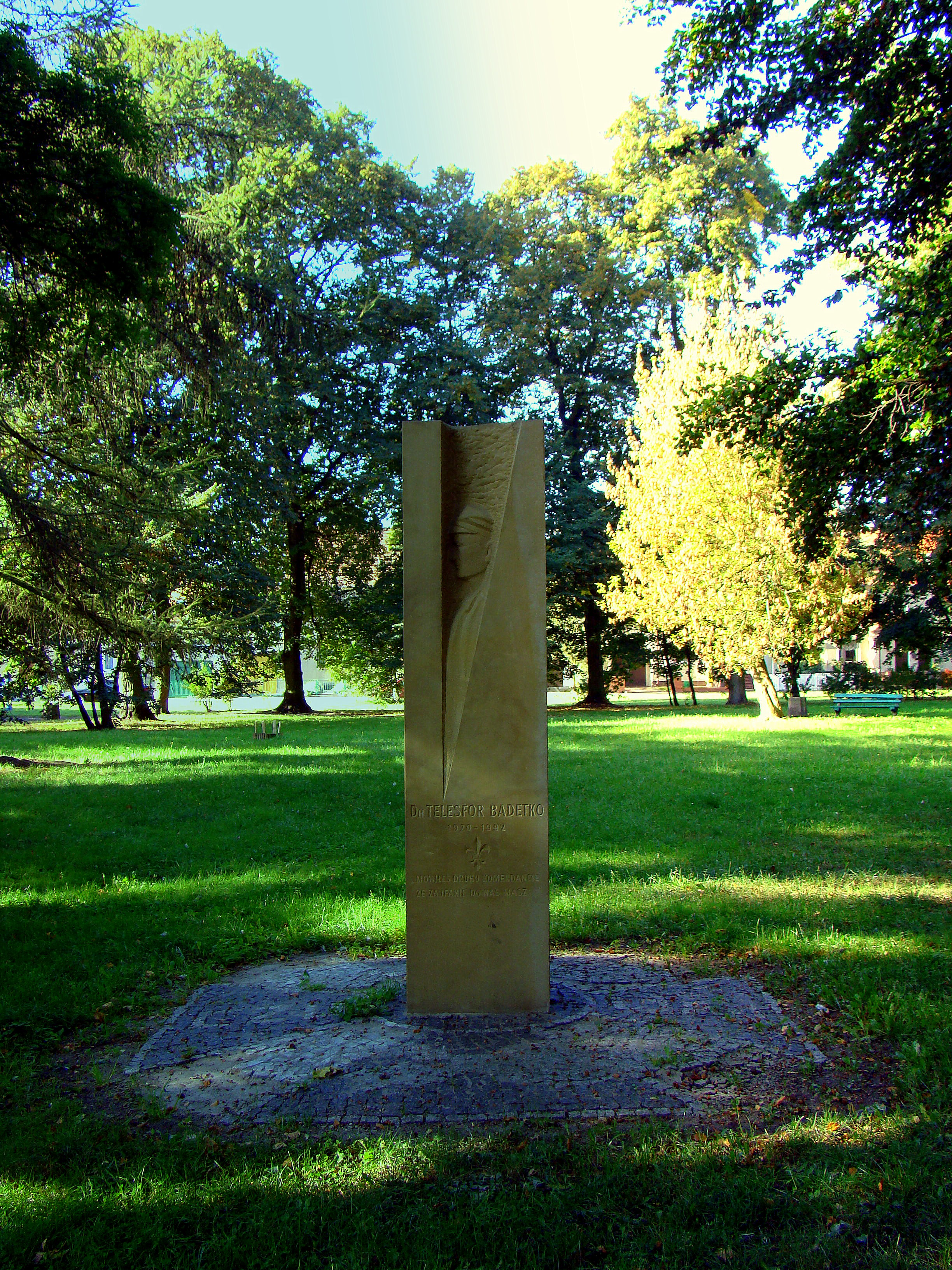
Pomnik Telesfora Badetki w Szczecinie dłuta Janiny Jeleńskiej-Papp.

Pierwszym zadaniem harcerzy było rozpoznawaniem miejsc i siły jednostek wojskowych okupanta, zdobywanie i zabezpieczanie broni, amunicji, materiałów wojskowych, szkolenie wojskowe. 11 listopada 1939 harcerze złożyli wieńce i wstęgi o barwach narodowych pod pomnikiem Obrońców Ojczyzny (dziś Józefa Piłsudskiego) przy stacji kolejowej w Wołominie. 1 stycznia 1940 w mieszkaniu Henryka Rudzińskiego przy ul. Kościelnej odbyło się pierwsze konspiracyjne przyrzeczenie harcerskie na sztandar drużyny im. Stefana Batorego. Na podłodze położono flagę ze swastyką, deptaną przez harcerzy. Przed Cicheckim młodzi konspiratorzy złożyli przysięgę. Kolejne zbiórki odbywały się w domu nauczycieli Wawrzynowskich pod Wołominem, u Baranowskich w Wołominie przy ul. Średniej, u Ptasich przy ul. Gdyńskiej. 2 maja 1940 harcerze zawiesili w kilku widocznych punktach miasta flagi narodowe. W czerwcu 1940 w rejonie Małej Czarnej pod Wołominem około 50 harcerzy przeszło kurs wyszkolenia wojskowego.
Harcerze ukrywali radioodbiorniki, prowadzili nasłuch radiowy, kolportowali tajną prasę, prowadzili działalność wywiadowczą.
Na początku okupacji Stanisław Lange został wiceburmistrzem miasta. Równocześnie został tu prezesem Rady Głównej Opiekuńczej, tolerowanej przez władze okupacyjne. Jej prezesem w Generalnym Gubernatorstwie w latach 1940-1943 został dziedzic Ząbek Adam Ronikier. Uważany powszechnie za antysemitę, ocalił w czasie okupacji wielu Żydów. Na kierownika placówki RGO w Wołominie Lange powołał Mieczysława Cicheckiego, który zorganizował kuchnię, wydającym gorące posiłki najbiedniejszym mieszkańcom miasta, przydział bonów żywnościowych dla szpitali, sierocińców i pracowników samorządowych, pomagał Żydom zamkniętym w getcie. Przyczynił się do założenia Szpitala Zakaźnego w Wołominie w Górkach Mironowskich, został w nim kierownikiem administracyjnym. Szpital miał 35 łóżek, pacjentami opiekował się lekarz Jerzy Łuszkiewicz. Niemcy w obawie przed zakażeniem rzadko tu zaglądali, toteż szpital był wykorzystywany jako punkt leczenia rannych i chorych żołnierzy konspiracji. W jego kostnicy Cichecki założył konspiracyjny magazyn broni i amunicji.
W marcu 1942 Niemcy dokonali aresztowań w zarządzie miejskim. Burmistrz Lange został osadzony na Pawiaku. Okupanci przeprowadzili też rewizję w mieszkaniu hm. Cicheckiego, niczego podejrzanego na szczęście w nim nie znaleźli. Cichecki był jednak „spalony”, musiał wyjechać na stałe do Warszawy. Tu pod przybranym nazwiskiem jako Kowalski, podjął pracę w zakładach Philipsa. Równocześnie nadal kierował działalnością harcerstwa na całym wschodnim Mazowszu. W listopadzie 1942 został mianowany komendantem tajnych kursów podharcmistrzowskich, prowadzących w Garwolinie, Grodzisku Mazowieckim, Rembertowie i Wyszkowie. Awansowany na porucznika WP, w 1943 prowadził jako komendant, kurs podchorążych.
Na początku 1942 Michał Wawrzynowski, prowadzący kurs tajnego nauczania w Czarnej, doprowadził do spotkania drużynowych wołomińskich z płk. Jerzym Strzałkowskim, organizatorem „Jerzyków”. Wstąpili do niego niektórzy harcerze, m.in. podharcmistrz Telesfor Badetko „Wiktor”. Powstała Harcerska Kompania Szturmowa „Jerzyki”. Harcerze nadal brali udział w zwiadzie, a niektórzy w akcjach dywersyjnych na kolei.

### Powstanie warszawskie
W 1944 Cichecki pełnił funkcję oficera łącznikowego Armii Krajowej Obwodu Radzymin. Podczas powstania warszawskiego przebywał w stolicy. Swoim udziałem w powstaniu nie chwalił się nikomu, zapewne miał jakieś funkcje organizacyjne z racji przynależności do AK. Wiadomo było, że z narażeniem życia ratował ludzi z płonących domów.

## Działalność po II wojnie światowej

### Przywrócenie działalności hufca w Wołominie

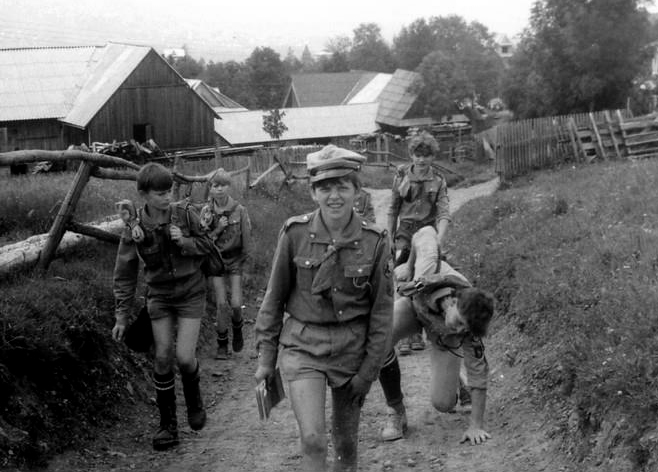
Harcerze Szczepu 78 WDH Witraże z Hufca ZHP Wołomin, lata 80.

Po przełomie październikowym 1956 przywrócono działalność harcerstwa w Wołominie. Powołano więc nowy Hufiec ZHP Wołomin z siedzibą w Wołominie działający na terenie Chorągwi Mazowieckiej. Do 1 września 1975 roku Hufiec Wołomin działał również na terenie miasta Ząbki. W ramach struktur hufca w Ząbkach działały drużyny w trzech szczepach przy dwóch szkołach podstawowych i przy Zasadniczej Szkole Zawodowej Dokształcającej.

### Z Chorągwi Mazowieckiej do Stołecznej
W 1975 roku w związku ze zmianą podziału administracyjnego kraju Hufiec Wołomin zmienił przydział z Chorągwi Mazowieckiej do Chorągwi Stołecznej.

### Kampania bohater
W dniu 9 maja 1982 podczas uroczystego Zlotu Drużyn w Wołominie na ul. Prądzyńskiego patronem Hufca ZHP Wołomin ogłoszono hm. Mieczysława Cicheckiego. Podczas uroczystego zgrupowania drużyn odbyło się ognisko, wystawa historii harcerstwa w Wołominie oraz festyn harcerski. Na uroczystości były obecne władze ZHP i władze miasta Wołomina.

### Lata 1990–2000
W 1989 roku druh hm.Jerzy Sitek zostaje komendantem hufca. Zmiany ustrojowe negatywnie wpłynęły na kształt hufca. Okres ten cechował się w początkowych latach ubywaniem instruktorów, kadry i harcerzy. Państwo znacząco ograniczyło dotacje dla związku.
Rozpoczęto gruntowne kształcenie i organizacje tańszych obozów w Łazach i nad Liwcem. Przez pierwsze lata działają „Słoneczny Szczep” i „Kampinos” prowadzone przez hm. Jacka Wąsika. W hufcu działają jeszcze 71 DH „Zawiszacy”, zastęp w Kobyłce Tadeusza Zawistowskiego  i w Szczep 78 DH Witraże w którym były drużyny 78 DH Szanty, 78 DH Zaraza, 78 DH Horda, 78 DH Kuźnia, 78 DH Młyn, 78 DH Piasta. Zbiórki Szczepu 78 odbywały się przy Towarzystwie Przyjaciół Dzieci w Wołominie. Kompleksowe działania programowe realizowane przez wiele lat doprowadziły do rozwoju liczebności hufca. Obozy były tanie, a kadra przeszkolona do pełnienia funkcji. O sukcesie rozwoju w tym okresie harcerstwa mówi hm. Jerzy Sitek: „Hufiec wypracował wiele rozwiązań programowych i cyklicznych imprez różnego rodzaju wspomagających drużynowych, ale stawiał też na samodzielność drużyn np. drużyna powinna robić przynajmniej jedną imprezę w roku dla hufca – drużyny w czasie lata miały swoje podobozy co sprzyjało powstawaniu więzi, dążyliśmy do samodzielnych wyjazdów drużyn na obozy płynnie zdobywano stopnie i sprawności (nie we wszystkich środowiskach ale w większości) – cały czas zdobywaliśmy nowy sprzęt wzbogacający możliwości – to chyba w jakimś stopniu płynęło na trwałość hufca”. W 1992 roku dh. Artur Dymitruk z połączenia 7DH „Ostoja” i 7LDH „Zawiszacy” powołał 2 Drużynę Harcerską Trakt. W 1996 roku phm. Karol Thiell powołał 56 Drużynę Harcerską „Zielone Diabły”. Na przełomie 1999 roku i 2000 instruktorzy hufca rozważali przejście do Chorągwi Mazowieckiej. Zmiana taka wynikała z podjętej próby budowania większej jednostki harcerskiej na terenie powiatu. W rozmowach uczestniczyli komendanci hufców powiatu wołomińskiego i władze miast.

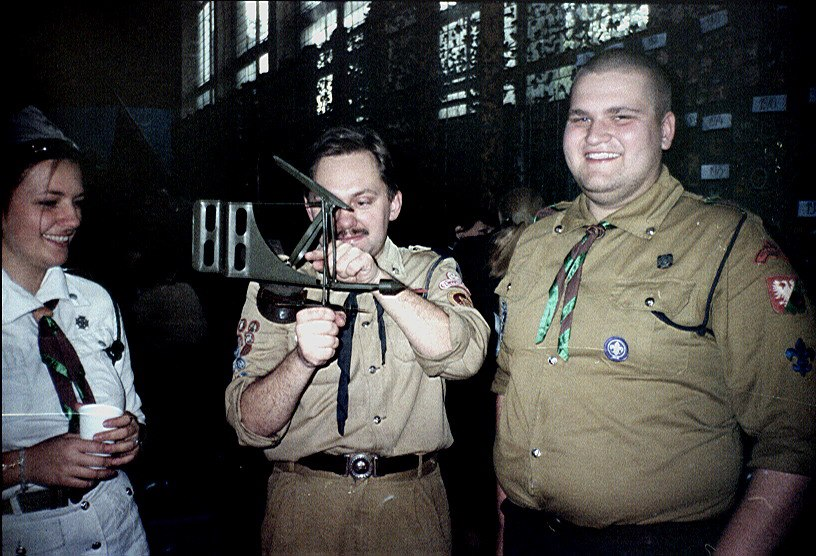
Pokaz HOTiM 1999 r. Wołomin

### Harcerski Ośrodek Techniki i Modelarstwa
W latach 90 przy Hufcu ZHP Wołomin powstał Harcerski Ośrodek Techniki i Modelarstwa. Głównym pomysłodawcą i osobą koordynującą działania ośrodku był hm. Krzysztof Najberg. Do zadań HOTiM należało pozyskiwanie sprzętu, prace remontowo – warsztatowe na terenie hufca, zajęcia modelarskie dla dzieci, zajęcia telegraficzne, organizacja szkoleń specjalnościowych dla młodzieży.

### Środowiskowy Krąg Instruktorski
W 2000 roku powołany zostaje Środowiskowy Krąg Instruktorski. Ideą kręgu było wspieranie działalności harcerskiej Hufca ZHP Wołomin na terenie miasta i powiatu. Przewodniczącym kręgu zostaje druh hm. Waldemar Wilczyński. Krąg skupiał druhów seniorów oraz instruktorów działających w organizacji harcerskiej w latach 70 i 80. Krąg zorganizował kilka rajdów, festiwal piosenki harcerskiej Wyjec oraz wigilie. W tym czasie do Hufca ZHP Wołomin powróciło po wielu latach przerwy kilku instruktorów działających w latach 80. W roku 2007 Krąg został rozwiązany.

### Lata 2002–2010
13 września 2002 roku powstała 13 WDH „Czarna Trzynastka”, której drużynowym został phm. Maciej Syska, a opiekunem drużyny phm. Jacek Kondracki. We wrześniu  2003 roku 2 DH Trakt wstąpiła w szeregi Szczepu 2 i 5 DHiGZ „Wagabunda”. Komendantem szczepu została phm. Agnieszka Dardzińska, a zastępcą pwd. Tomasz Miszkurka. W skład szczepu wchodziły jeszcze 5 DH Watra i 5 DH Człapy. W 2007 roku 2 Drużyna Harcerska Trakt powołała nowy szczep 2 DH „Gawra”, w skład którego weszły drużyny 2 DH Trakt, 2 DH Ostoja i 2 DH Wrzos z Ossowa. W latach 2001–2010 harcerze brali udział w stałych obozach harcerskich na bazach w Papierni, Niesulicach, Wińcu, Bierach, Podlesiach oraz w obozach pod namiotami w Garbasiu, Krówce Leśnej, Wikaryjce, Skrodzkim, Smólniku i nad jez. Słonym, oraz zimowiskach. W 2007 r. 13 WDH reprezentowała hufiec na XXI Światowym Jamboree Skautowym w Hylands Park, Essex, w Wielkiej Brytanii (z okazji 100-lecia skautingu), a członkiem komendy reprezentacji Chorągwi Stołecznej ZHP był phm. Maciej Syska. W 2010 roku z inicjatywy Komendanta Hufca ZHP Wołomin Pawła Kocik odsłonięto tablicę poświęconą urodzonej w Wołominie harcerce – łączniczce Marii Teresie Bartnik ps."Diana” służącej w oddziałach Armii Krajowej – zgrupowanie „Radosław” – batalion „Parasol” – 1. kompania. Tablica została odsłonięta przy Zespole Szkół nr 3 w Wołominie. W 2010 roku harcerze starsi i wędrownicy z hufca wzięli udział w obchodach 90 rocznicy Bitwy Warszawskiej m.in. w Wyszkowie, Suwałkach, Kobyłce, Wołominie, Ossowie.

### Lata 2010–2015
Na początku roku z inicjatywy phm. Przemysława Barteckiego powstaje Centrum Wolontariatu Hufca. 11 września 2011 roku na ponowną kadencję na funkcji komendanta hufca wybrany został phm. Paweł Kocik. 10 stycznia 2012 roku instruktorzy Hufca ZHP Wołomin phm. Paweł Kocik i pwd. Sławomir Stańczak zostali odznaczeni odznaką Honorowego Sybiraka - Związku Sybiraków. W dniach 1-3 czerwca w miejscowości Hruszew odbył się II Zlot Hufca ZHP Wołomin. Uczestnicy zlotu w ramach całorocznej pracy drużyn zakończyli rywalizację między drużynami. 1 grudnia 2012 w Miejskim Domu Kultury miała miejsce premiera spektaklu pt."Modlitwa Harcerska” wyreżyserowana przez Piotra Stawskiego. 11 lutego 2013 roku w wyniku decyzji o podziale terenu gminy Wołomin na Hufiec ZHP Wołomin i Hufiec ZHP Zalew rezygnację z pełnionej funkcji komendanta Hufca ZHP Wołomin składa phm. Paweł Kocik. Funkcję pełniącego obowiązki komendanta hufca przejmuje dotychczasowy przewodniczący komisji rewizyjnej hufca phm. Norbert Krupa. 13 października 2014 roku w wyniku Nadzwyczajny Zjazd Hufca ZHP Wołomin na funkcję komendanta hufca wybrany zostaje phm. Norbert Krupa. W 2014 roku z inicjatywy phm. Przemysława Barteckiego i phm. Pawła Kocik Hufiec ZHP Wołomin otrzymuje pokaźną dotację na remont placówki. W maju 2015 roku Komenda Chorągwi Stołecznej ZHP zmienia decyzję dotyczącą rejonu działania Hufca ZHP Wołomin przywracając granicę sprzed 2013 roku oraz powiększając działalność harcerską o miasto i gminę Nieporęt. Decyzją władz Chorągwi Stołecznej z dniem 1 lipca 2016 roku rozwiązany zostaje Hufiec ZHP Zalew, a Hufiec ZHP Wołomin powiększony zostanie o gminę Radzymin.    

## Hufiec obecnie
Hufiec ZHP Wołomin jest największym powierzchniowo hufcem Chorągwi Stołecznej ZHP (300 km² - 4 gminy). Zrzesza około 510 członków (zuchów, harcerzy i instruktorów), którzy działają na terenie gmin Wołomin, Kobyłka, Nieporęt oraz Radzymin. Siedziba Hufca ZHP Wołomin mieści się na ul. Długiej 34 w Wołominie, która w 2015 roku została gruntownie wyremontowana z Budżetu Obywatelskiego 2014. 
Hufiec Wołomin co roku jest organizatorem największych kolonii dla dzieci i młodzieży z Wołomina, Kobyłki, Nieporętu oraz Radzymina. 

### Komenda hufca
- phm. Szymon Chaciński – Komendant
- pwd. Anna Kałuska – Skarbniczka
- pwd. Anna Kurach – Członkini ds. pracy z kadrą
- pwd. Karol Gołaszewski
- pwd. Kamil Siebierwski
- hm.  Sebastian Żurawski

### Środowiska działające w hufcu
Gromady zuchowe
- 2 Gromada Zuchowa „Wrzos” - drużynowa Amelia Pływacz HO
- 4 Gromada „Czarne Stopy” - drużynowa pwd. Edyta Wojdyna
- 11 Gromada Zuchowa „Rycerze Andromedy” - drużynowa pwd. Anna Frąckiewicz HO
- 14 Gromada Zuchowa „Tropiciele" - drużynowa Oliwia Jezierska
- 78 Gromada Zuchowa „Wilczki” - drużynowa Iwona Stanczewska HR

Drużyny harcerskie
- 2 DH „Ostoja” – drużynowy Oliwia Krysak HO
- 2 DH „Trakt” – dryżynowy pwd. Patrycja Pływacz HO
- 4 HDP „Wędrowcy” – drużynowy pwd.Krzysztof Truchel HO
- 13 WDH „Czarna” – drużynowy Mikołaj Syska
- 49 DH „Delta Diraca” – drużynowa Magdalena Miesiąc
- 11 DH „Kasjopeja” -drużynowy Przemysław Pilipczuk
- 14 HKT "Bór" - drużynowa phm. Jolanta Świerczewska
- 14 Grunwaldzka DH "Puszcza" - drużynowa pwd. Dominika Zakrzewska HR
- 14 Grunwaldzka DH "Puszczyki" - drużynowa samarytanka Anna Kałuska
- 14 Grunwaldzka DH "Leśna Brać" - drużynowa pwd. Marzena Zakrzewska
- 14 Wielopoziomowa DH "Orle Gniazdo" - drużynowa pwd. Jolanta Świerczewska
- 14 DH "Nietoperki" - drużynowa dh. Klaudia Kostro HO
- 14 Drużyna Artystyczna "Wyszymory" - drużynowy dh ćwik Maciej Trawicki

Kluby harcerskie
- Harcerski Klub Ratowniczy „Brygada Kryzys” szef dh. Krystian Maciejewski

Kręgi instruktorskie
- Krąg przy Szczepie 2 Drużyn Harcerskich „Gawra”  – przewodniczący pwd. Roland Trojanowski
- Krąg instruktorski przy Komendzie Hufca ZHP Wołomin
- Krąg Instruktorski  "Włóczykije" - przewodniczący pwd.Szymon Borowy

Szczepy
- 2 Drużyn Harcerskich „Gawra” – komendant pwd. Tomasz Miszkurka
- 4 Drużyn Harcerskich i Gromad Zuchowych – komendant phm. Katarzyna Gasik-Żurawska
- 9 Radzymińskich Drużyn Harcerskich i Gromad Zuchowych "Labirynt" - komendant phm. Tomasz Godlewski HR
- 14 Drużyn Harcerskich i Gromad Zuchowych Nieporęt im. rtm. Witolda Pileckiego - komendant phm.Jolanta Świerczewska HR

## Instruktorzy Hufca ZHP Wołomin

### Komendanci hufca
- porucznik hm. Tomasz Piskorski (około 1920)
- hm. Stanisław Lange
- hm. Mieczysław Cichecki
- Mirka Dąbrowska
- Anna Jaworska
- hm. Jacek Wąsik
- hm. Teresa Sidwa
- hm. Marek Skwarski (1986-1987)
- hm. Leszek Gawron
- hm. Anna Jaworska (1974-1976)
- hm. Jerzy Sitek (1989-2001)
- hm. Zbigniew Wilczyński (2005-2007)
- phm. Agnieszka Dardzińska (2007-2009)
- phm. Paweł Konrad Kocik (od 2009-2013)
- phm. Norbert Krupa (od 2013-2023)
- phm. Szymon Chaciński (od 2023 - )

### Zasłużeni instruktorzy
- por. hm. Tomasz Piskorski
- hm. Telesfor Badetko
- hm. Mieczysław Cichecki
- hm. Stanisław Lange
- hm. Stefan Ryszkowski
- hm. Andrzej Orszagh
- hm. Irena Staruchowicz
- phm Jacek Kondracki